# Pepelana
Pepelana is een plaats in de gemeente Suhopolje in de Kroatische provincie Virovitica-Podravina. De plaats telt 126 inwoners (2001).